# 20 Batalion Saperów (LWP)

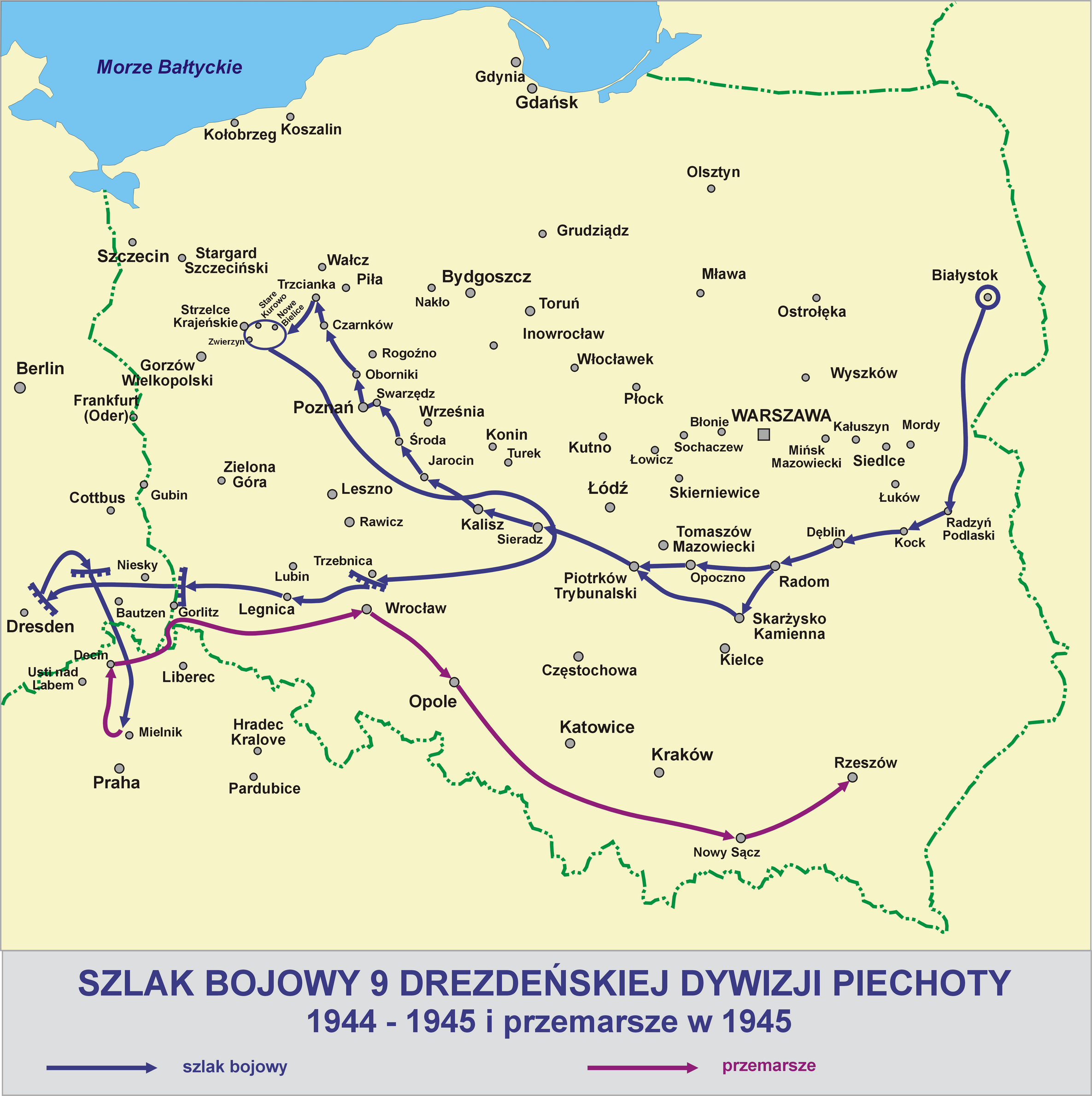
Batalion walczył w składzie dywizji

20 batalion saperów (20 bsap) – samodzielny pododdział wojsk inżynieryjnych ludowego Wojska Polskiego.
Batalion sformowany został w Białymstoku na podstawie rozkazu Naczelnego Dowództwa Wojska Polskiego nr 16/Org. z 3 września 1944 jako jednostka organiczna 9 Drezdeńskiej Dywizji Piechoty.
29 października 1944 w Białymstoku żołnierze batalionu złożyli przysięgę.

## Obsada personalna
Dowódcy batalionu
- por. Brodziński[4]
- kpt. Grzegorz Kosarenko[4]
- kpt. Tichon Bliźniuk
- Zygmunt Falkowski
- kpt. Stanisław Garder – 1949
- Władysław Gieruła

## Struktura organizacyjna
Etat 04/506

- Dowództwo i sztab
- 3 x kompania saperów
  - 3 x pluton saperów
  - drużyna zaopatrzenia
- kwatermistrzostwo
  - magazyn techniczny
  - drużyna gospodarcza

Razem:
żołnierzy – 254 (oficerów – 33, podoficerów – 44, szeregowych – 177)
sprzęt:
- samochody – 3
- łodzie MN – 1

## Działania wojenne
W czasie działań wojennych 20 bsap znalazł się w Czechosłowacji. 9 maja był w rejonie: Debna, Beneśow, Boletice. 12 maja jednostki inżynieryjno-saperskie powróciły do kraju. 21 maja 1945 4 BSap, w podporządkowaniu której był batalion, przeszła do dyspozycji dowódcy wojsk inżynieryjno-saperskich i rozpoczęła rozminowanie Polski.

## Okres powojenny
Po zakończeniu wojny i przegrupowaniu się z Czechosłowacji na terytorium kraju, już w 8 lipca 1945 batalion pod dowództwem kpt. Bliźniuka przystąpił wraz z 4 Łużycką Brygadą Saperów do rozminowywania przyczółka sandomierskiego. W połowie lipca 1945 batalion został wsparty kompanią niemieckich jeńców saperów w sile ok. 90 ludzi. Minerzy niemieccy ulegali częstym wypadkom. Po analizie okazało się, że znaczna liczba Niemców nie było saperami. Woleli jednak rozminowywać, niż siedzieć w niewoli. W pododdziałach przeprowadzono szkolenie i zajęcia instruktażowe z zakresu przeszukiwania i unieszkodliwiania min. Instruktorami szkolenia byli podoficerowie niemieccy. Saperami bezpośrednio kierowali oficerowie i podoficerowie niemieccy. Dowódcami pododdziałów byli Polacy. Pod koniec 1945 dowództwo batalionu stacjonowało w Dąbrowie Tarnowskiej, a batalion prowadził rozminowanie w rejonach: Szczuczyna, Pacanowa, Stopnicy, Staszowa, Kurozwęk, Szydłowa, Buska-Zdroju, Nowego Korczyna, Bogoryi, Konar. W 1945 batalion zlikwidował 326 tys. min, 295 tys. szt. amunicji większych kalibrów. Wiosną 1946 batalion został podporządkowany 9 Dywizji Piechoty, która 18 maja 1945 przeszła z podporządkowania 1 Armii WP w podporządkowanie Naczelnego Dowódcy WP i została skierowana w rejon Bieszczadów, do walki z podziemiem. 9 Dywizja, a wraz z nią 20 bsap, od 8 kwietnia do 9 października 1946 działała w Grupie Operacyjnej „Rzeszów”, walcząc w powiatach Sanok, Krosno, Lesko, Gorlice, Brzozów, Jasło, Rzeszów, Przemyśl, Jarosław, Lubaczów, Przworsk, Łańcut. Od 30 października 1946 batalion stacjonował w garnizonie Rzeszów. W 1946 brał udział w wytyczaniu granicy państwowej Polska – ZSRR. Od 24 kwietnia do 30 września 1947 w ramach Grupy Operacyjnej „Wisła”, w szeregach 9 Dywizji Piechoty, batalion walczył na tzw. obszarze „R” przeciwko bandom Ukraińskiej Armii Powstańczej. We wrześniu 1947 przeniesiony został do Dębicy, a we wrześniu następnego roku do Łańcuta. W późniejszym okresie prowadził rozminowywanie powiatów: mieleckiego, dębickiego, lubaczowskiego, jasielskiego, sanockiego i łańcuckiego. Brał także udział w rozminowaniu powiatu krośnieńskiego oraz Przełęczy Dukielskiej. Batalion rozminował obszar ok. 12 000 km² (pola orne, łąki, lasy itp). Wykrył i unieszkodliwił ok. 1,7 mln min, bomb, pocisków innych materiałów wybuchowych. Podczas rozminowania stracił 14 żołnierzy.
W akcjach przeciwlodowych i przeciwpowodziowych 20 bsap ochraniał liczne mosty na rzekach: San, Dunajec, Wisłok i innych. Niósł pomoc powodzianom w dolinie Wisłoka i rejonie Rzeszowa.
W 1952 stacjonował w Łańcucie. W 1957 jednostka została rozformowana.